# Endasys flavissimus
Endasys flavissimus là một loài tò vò trong họ Ichneumonidae.